# Sarah Chauncey Woolsey

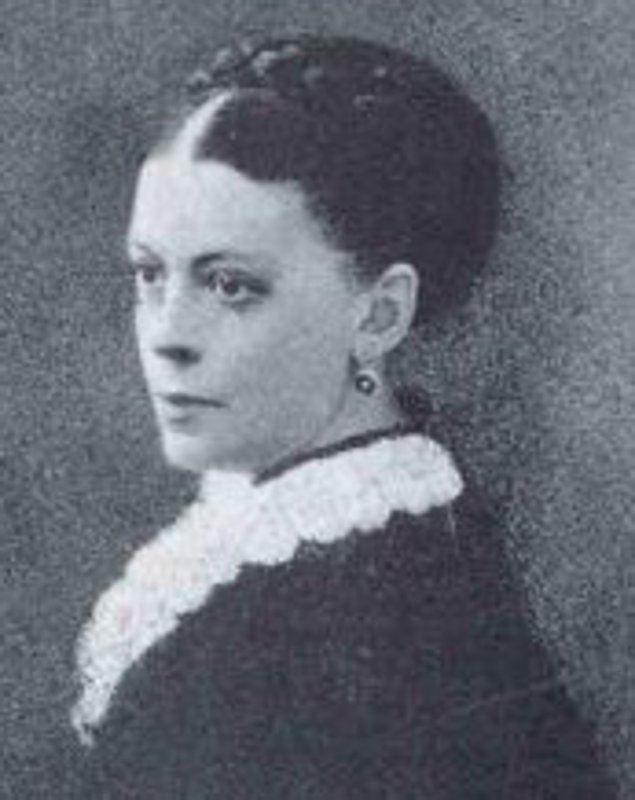
Sarah Chauncey Woolsey (um 1870)

Sarah Chauncey Woolsey (* 29. Januar 1835 in Cleveland, Ohio; † 9. April 1905), Pseudonym Susan Coolidge, war eine amerikanische Kinderbuchautorin.

## Leben
Woolsey stammte aus einer wohlhabenden neuenglischen Familie in Cleveland, Ohio. Den Großteil ihrer Kindheit verbrachte sie in New Haven, Connecticut.
Während des Amerikanischen Bürgerkriegs war Woolsey als Krankenschwester tätig, danach begann sie zu schreiben. Sie gab die Tagebücher und Briefe von Frances Burney und die Briefe von Jane Austen heraus.
Woolseys bekanntestes Werk ist ihr Mädchenbuch What Katy Did (1872), das in mehrere Sprachen übersetzt wurde. Die fiktive Familie Carr ist ihrer eigenen Familie nachempfunden.

## Werke
- What Katy Did or What Katy did at Home, 1872
  - Wenn morgen heute ist … Deutsch von Erna Meyer-Voigt. Verlag Ernst Schmidt, 1956.
- What Katy Did at School, 1873
- What Katy Did Next, 1886
- Clover, 1888
- In the High Valley, 1890